# Feodor Lynen
Feodor Lynen (6 de abril de 1911-6 de agosto de 1979). Estudió Química en la Universidad de Múnich. Se decanta por la Bioquímica. Desde 1942 fue profesor de Química y catedrático de Bioquímica en la Universidad de Múnich. También ejerció como director del Instituto de Química Celular de la Fundación Max Plank
Gracias a los trabajos de Lynen fue posible averiguar que el acetato es la sustancia de unión entre las grasas y el colesterol.
Junto con los trabajos de Konrad Bloch son los que permitieron establecer las pautas de profilaxis en la patología cardiovascular.
Recibió la medalla Liebig en 1955. Le fue otorgado el Premio Nobel de Fisiología o Medicina, junto a Bloch, el año 1964.
| Predecesor: John Carew Eccles Alan Lloyd Hodgkin Andrew Fielding Huxley | Premio Nobel de Fisiología o Medicina 1964 | Sucesor: François Jacob André Lwoff Jacques Monod |

- Datos: Q44597
- Multimedia: Feodor Lynen / Q44597